# Stomacarus leei
Stomacarus leei är en kvalsterart som beskrevs av Sandór Mahunka 1989. Stomacarus leei ingår i släktet Stomacarus och familjen Acaronychidae. Inga underarter finns listade i Catalogue of Life.